# Sebastian Acha
Carlos Sebastian Acha Mendoza (Asunción, 10 december 1976) is een Paraguayaanse politicus. In 2003 werd hij voor het eerst verkozen als parlementslid voor de partij Patria Querida (Geliefd Vaderland), momenteel zit hij zijn tweede periode uit in het parlement (2008-2013). 

## Biografie
Sebastian Acha is advocaat van opleiding (Doctor in de rechten, Nationale Universiteit van Asunción, 1997-2002). Zijn moeder, Ana Maria Mendoza de Acha, is sinds 2003 senator voor Patria Querida. Als student was Sebastian Acha lid van de burgerbeweging "Poder Ciudadano" en in 1997 richt hij samen met andere studenten de non-profitorganisatie "Tierra Nueva" op. 
In 2003 wordt Sebastian Acha voor het eerst verkozen als parlementslid voor de partij Patria Querida voor de periode 2003-2008. Hij is op dat moment het jongste verkozen parlementslid in de politieke geschiedenis van Paraguay. In 2008 wint hij opnieuw een zetel in het Paraguayaanse parlement voor de periode 2008-2013. Sebastian Acha stelt zich voor de komende verkiezingen in april 2013 kandidaat voor de senaat. 

## Beknopt overzicht van zijn politieke loopbaan
- 2003-2008 	Verkozen als parlementslid voor Patria Querida
- 2002-huidig	Bestuurslid van de Partij Patria Querida
- 2008-2013 	Tweede periode als parlementslid voor Patria Querida
- 2010-huidig	Tweede ondervoorzitter van de Partij Patria Querida